# 孟宪忠 (工程师)
孟宪忠（1955年3月7日—2012年5月22日），中华人民共和国高级工程师，中国一航金城南京机电液压工程研究中心（中航工业金城南京机电液压工程研究中心）副总质量师，曾获二等国家科技进步奖。担任第十届、第十一届全国人民代表大会代表。2012年5月22日去世。